# Canada Cup 1976
Der Canada Cup 1976 (französisch Coupe Canada 1976) war die erste Austragung des gleichnamigen Wettbewerbs. Er wurde vom 2. bis 15. September 1976 in den nordamerikanischen Städten Ottawa, Toronto, Montréal, Québec, Winnipeg und Philadelphia ausgetragen. Das Turnier wurde nach der Idee von Alan Eagleson ins Leben gerufen und organisiert. Die Internationale Eishockey-Föderation IIHF, die nordamerikanische Profiliga National Hockey League und der kanadische Eishockeyverband Canadian Hockey Association unterstützten den Wettbewerb.
An der Erstauflage des Wettbewerbs nahmen sechs Mannschaften teil. Kanada gewann das Turnier durch zwei Siege in der Finalserie gegen die Tschechoslowakei. Der beste Scorer des Turniers war der Russe Wiktor Schluktow mit fünf Toren und neun Punkten. Der Kanadier Bobby Orr wurde zum Most Valuable Player gewählt.

## Teilnehmer
Die sechs besten Mannschaften der IIHF-internen Weltrangliste nahmen am Wettbewerb teil.
| 4 aus Europa      | Finnland | Finnland | Schweden | Schweden | Tschechoslowakei (Welt- und Europameister 1976) | Tschechoslowakei (Welt- und Europameister 1976) | UdSSR (Olympiasieger 1976) | UdSSR (Olympiasieger 1976) |
| 2 aus Nordamerika | Kanada   | Kanada   | Kanada   | Kanada   | USA                                             | USA                                             | USA                        | USA                        |

## Modus
Die sechs Teams spielten in der Vorrunde in einer Einfachrunde die Platzierungen aus, sodass jede Mannschaft fünf Partien bestritt. Für einen Sieg gab es zwei Punkte, bei einem Unentschieden erhielten beide Teams jeweils einen Punkt. Die beiden punktbesten Teams der Sechsergruppe qualifizierten sich für die Finalspiele. Das Finale wurde im Modus „Best-of-Three“ ausgespielt.

## Austragungsorte
| Montréal |

| Ottawa |

| Philadelphia |

| Québec |

| Toronto |

| Winnipeg |

| Montréal |

| Ottawa |

| Philadelphia |

| Québec |

| Toronto |

| Winnipeg |

## Vorrunde
| 2. September 1976 | Kanada R. Martin (3:54) B. Hull (6:38) P. Esposito (7:11) B. Hull (12:20) R. Leach (23:13) S. Shutt (26:06) R. Martin (40:58) P. Esposito (48:25) R. Martin (51:12) G. Perreault (51:38) D. Sittler (55:52) | 11:2 (4:1, 2:0, 5:1) Spielbericht | Finnland L. Oksanen (17:09) K. Makkonen (41:42) | Ottawa Civic Centre, Ottawa Zuschauer: 9.500 |

| 3. September 1976 | USA D. Talafous (44:21) D. Talafous (58:24) | 2:5 (0:5, 0:0, 2:0) Spielbericht | Schweden B. Salming (6:56) R. Eriksson (7:39) A. Hedberg (14:16) J. Widing (15:45) T. Lundström (19:27) | Forum de Montréal, Montréal Zuschauer: 12.211 |

| 3. September 1976 | UdSSR A. Malzew (21:07) H. Balderis (44:00) W. Kowin (53:59) | 3:5 (0:2, 1:1, 2:2) Spielbericht | Tschechoslowakei M. Nový (12:09) F. Pospíšil (19:21) M. Nový (39:38) B. Šťastný (44:33) V. Martinec (53:06) | Maple Leaf Gardens, Toronto Zuschauer: 16.193 |

| 5. September 1976 | Schweden U. Nilsson (7:48) B. Salming (13:12) A. Hedberg (57:28) | 3:3 (2:0, 0:1, 1:2) Spielbericht | UdSSR S. Kapustin (29:42) H. Balderis (49:46) S. Kapustin (51:24) | Forum de Montréal, Montréal Zuschauer: 14.215 |

| 5. September 1976 | Tschechoslowakei V. Martinec (10:34) J. Augusta (24:11) B. Ebermann (31:22) J. Bubla (39:21) M. Nový (40:24) J. Bubla (50:24) M. Chalupa (55:26) J. Pouzar (59:00) | 8:0 (1:0, 3:0, 4:0) Spielbericht | Finnland | Maple Leaf Gardens, Toronto Zuschauer: 16.309 |

| 5. September 1976 | USA F. Ahern (30:33) S. Jensen (36:39) | 2:4 (0:3, 2:0, 0:1) Spielbericht | Kanada P. Esposito (4:47) P. Mahovlich (12:51) B. Hull (18:15) D. Sittler (59:47) | Forum de Montréal, Montréal Zuschauer: 16.339 |

| 7. September 1976 | UdSSR A. Malzew (3:27) W. Schluktow (7:19) W. Schluktow (9:14) W. Repnjow (13:49) W. Schluktow (25:11) A. Malzew (26:42) S. Kapustin (28:55) W. Schluktow (30:12) W. Wikulow (49:09) W. Wikulow (56:25) W. Kowin (57:12) | 11:3 (4:2, 4:1, 3:0) Spielbericht | Finnland P. Rautakallio (3:57) K. Makkonen (18:23) M. Hagman (23:09) | Forum de Montréal, Montréal Zuschauer: 16.500 |

| 7. September 1976 | Tschechoslowakei I. Hlinka (21:06) J. Bubla (30:13) I. Hlinka (45:30) J. Augusta (54:06) | 4:4 (0:0, 2:4, 2:0) Spielbericht | USA A. Hangsleben (25:21) C. Patrick (28:35) C. Patrick (29:26) R. Ftorek (31:02) | Philadelphia Spectrum, Philadelphia Zuschauer: 17.077 |

| 7. September 1976 | Schweden | 0:4 (0:1, 0:2, 0:1) Spielbericht | Kanada B. Hull (4:12) B. Gainey (31:11) M. Dionne (39:40) B. Gainey (50:26) | Maple Leaf Gardens, Toronto Zuschauer: 16.485 |

| 9. September 1976 | Schweden B. Johansson (10:15) A. Hedberg (16:55) I. Hammarström (17:16) M. Åhlberg (22:04) L.-E. Ericsson (30:56) R. Eriksson (57:14) | 6:8 (3:1, 2:4, 1:3) Spielbericht | Finnland M. Rautiainen (14:51) M. Hagman (22:21) K. Makkonen (24:12) T. Levo (28:02) J. Tamminen (34:35) L. Oksanen (42:55) L. Oksanen (52:55) J. Tamminen (54:24) | Winnipeg Arena, Winnipeg Zuschauer: 8.037 |

| 9. September 1976 | UdSSR B. Alexandrow (4:39) B. Alexandrow (10:39) W. Schluktow (13:54) W. Wikulow (22:41) W. Repnjow (57:46) | 5:0 (3:0, 1:0, 1:0) Spielbericht | USA | Philadelphia Spectrum, Philadelphia Zuschauer: 13.776 |

| 9. September 1976 | Tschechoslowakei M. Nový (55:41) | 1:0 (0:0, 0:0, 1:0) Spielbericht | Kanada | Forum de Montréal, Montréal Zuschauer: 17.346 |

| 11. September 1976 | Finnland S. Repo (17:12) H. Linnonmaa (19:45) P. Rautakallio (55:55) | 3:6 (2:0, 0:4, 1:2) Spielbericht | USA F. Ahern (27:20) R. Ftorek (32:29) M. Milbury (36:03) R. Ftorek (39:48) B. Nyrop (48:03) M. Polich (50:04) | Forum de Montréal, Montréal Zuschauer: 12.472 |

| 11. September 1976 | Schweden B. Salming (40:31) B. Salming (47:41) | 2:1 (0:0, 0:1, 2:0) Spielbericht | Tschechoslowakei V. Martinec (31:03) | Colisée de Québec, Québec Zuschauer: 7.500 |

| 11. September 1976 | UdSSR W. Wikulow (10:22) | 1:3 (1:2, 0:1, 0:0) Spielbericht | Kanada G. Perreault (7:08) B. Hull (17:02) B. Barber (37:33) | Maple Leaf Gardens, Toronto Zuschauer: 16.485 |

| Pl. |                  | Sp | S | U | N | Tore  | Punkte |
| --- | ---------------- | -- | - | - | - | ----- | ------ |
| 1.  | Kanada           | 5  | 4 | 0 | 1 | 22:06 | 08:02  |
| 2.  | Tschechoslowakei | 5  | 3 | 1 | 1 | 19:09 | 07:03  |
| 3.  | UdSSR            | 5  | 2 | 1 | 2 | 23:14 | 05:05  |
| 4.  | Schweden         | 5  | 2 | 1 | 2 | 16:18 | 05:05  |
| 5.  | USA              | 5  | 1 | 1 | 3 | 14:21 | 03:07  |
| 6.  | Finnland         | 5  | 1 | 0 | 4 | 16:42 | 02:08  |

## Finale
Das Finale wurde im Modus „Best of Three“ zwischen den beiden Erstplatzierten der Vorrunde ausgespielt.
| 13. September 1976 | Tschechoslowakei | 0:6 (0:4, 0:0, 0:2) Spielbericht Stand: 0:1 | Kanada G. Perreault (1:05) D. Potvin (7:56) B. Orr (13:34) G. Lafleur (17:01) B. Orr (51:35) D. Sittler (59:56) | Maple Leaf Gardens, Toronto Zuschauer: 16.485 |

| 15. September 1976 | Tschechoslowakei M. Nový (29:44) J. Pouzar (42:14) J. Augusta (55:01) M. Šťastný (56:00) | 4:5 n. V. (0:2, 1:0, 3:2, 0:1) Spielbericht Stand: 0:2 | Kanada G. Perreault (1:25) P. Esposito (3:09) B. Clarke (47:48) B. Barber (57:48) D. Sittler (71:33) | Forum de Montréal, Montréal Zuschauer: 18.040 |

## Statistik

### Beste Scorer
Abkürzungen: GP = Spiele, G = Tore, A = Assists, Pts = Punkte, +/− = Plus/Minus, PIM = Strafminuten; Fett: Turnierbestwert
| Spieler           | Team             | GP | G | A | Pts | +/− | PIM |
| ----------------- | ---------------- | -- | - | - | --- | --- | --- |
| Wiktor Schluktow  | UdSSR            | 5  | 5 | 4 | 9   |     | 0   |
| Bobby Orr         | Kanada           | 7  | 2 | 7 | 9   | +8  | 8   |
| Denis Potvin      | Kanada           | 7  | 1 | 8 | 9   | +10 | 16  |
| Milan Nový        | Tschechoslowakei | 7  | 5 | 3 | 8   | +1  | 2   |
| Bobby Hull        | Kanada           | 7  | 5 | 3 | 8   | +4  | 2   |
| Gilbert Perreault | Kanada           | 7  | 4 | 4 | 8   | +5  | 2   |
| Phil Esposito     | Kanada           | 7  | 4 | 3 | 7   | +2  | 0   |
| Börje Salming     | Schweden         | 5  | 4 | 3 | 7   |     | 2   |
| Wladimir Wikulow  | UdSSR            | 4  | 4 | 3 | 7   |     | 0   |
| Vladimír Martinec | Tschechoslowakei | 7  | 3 | 4 | 7   | +1  | 2   |
| Alexander Malzew  | UdSSR            | 5  | 3 | 4 | 7   |     | 2   |
| Darryl Sittler    | Kanada           | 7  | 4 | 2 | 6   | +17 | 4   |
| Sergei Kapustin   | UdSSR            | 5  | 3 | 3 | 6   |     | 0   |
| Boris Alexandrow  | UdSSR            | 5  | 2 | 4 | 6   |     | 2   |
| Matti Hagman      | Finnland         | 5  | 2 | 4 | 6   |     | 6   |

### Beste Torhüter
Die Torhüterstatistik umfasst Spieler, die mindestens 120 Minuten auf dem Eis standen.
Abkürzungen: GP = Spiele, TOI = Eiszeit (in Minuten), GA = Gegentore, SO = Shutouts, Sv% = gehaltene Schüsse (in %), GAA = Gegentorschnitt; Fett: Turnierbestwert
| Spieler           | Team             | GP | TOI | S | N | U | GA | SO | Sv%  | GAA  |
| ----------------- | ---------------- | -- | --- | - | - | - | -- | -- | ---- | ---- |
| Rogatien Vachon   | Kanada           | 7  | 432 | 6 | 1 | 0 | 10 | 2  | 94,0 | 1,39 |
| Vladimír Dzurilla | Tschechoslowakei | 5  | 228 | 1 | 2 | 1 | 9  | 1  | 92,0 | 2,36 |
| Wladislaw Tretjak | UdSSR            | 5  | 300 | 2 | 1 | 2 | 14 | 1  | 91,2 | 2,80 |
| Pete LoPresti     | USA              | 2  | 120 | 1 | 1 | 0 | 6  | 0  | 89,5 | 3,00 |
| Jiří Holeček      | Tschechoslowakei | 5  | 203 | 2 | 1 | 0 | 11 | 1  | 86,1 | 3,25 |
| Hardy Åström      | Schweden         | 4  | 240 | 1 | 2 | 1 | 17 | 0  | 85,0 | 4,25 |
| Mike Curran       | USA              | 3  | 180 | 0 | 2 | 1 | 14 | 0  | 86,3 | 4,67 |
| Antti Leppanen    | Finnland         | 4  | 220 | 1 | 3 | 0 | 28 | 0  | 79,6 | 7,64 |

## Auszeichnungen
Als Most Valuable Player des Turniers wurde der Kanadier Bobby Orr ausgezeichnet. Der Offensivverteidiger Orr hatte ebenso wie Topscorer Wiktor Schluktow neun Scorerpunkte erzielt, die er mittels zwei Toren und sieben Torvorlagen erreichte. Zudem wurde er auch ins All-Star-Team berufen.
Team-MVPs
Darüber hinaus wurde in jeder Nationalmannschaft noch ein sogenannter Team-MVP bestimmt.
| Spieler          | Land             |
| ---------------- | ---------------- |
| Rogatien Vachon  | Kanada           |
| Matti Hagman     | Finnland         |
| Börje Salming    | Schweden         |
| Milan Nový       | Tschechoslowakei |
| Alexander Malzew | UdSSR            |
| Robbie Ftorek    | USA              |

All-Star-Team
| Angriff:      | Alexander Malzew – Milan Nový – Darryl Sittler |
| Verteidigung: | Bobby Orr – Börje Salming                      |
| Tor:          | Rogatien Vachon                                |

### Medaillengewinner
| Canada- Cup-Sieger Kanada | Bill Barber, Gerry Cheevers, Bobby Clarke, Marcel Dionne, Phil Esposito, Bob Gainey, Danny Gare, Bobby Hull, Guy Lafleur, Guy Lapointe, Reggie Leach, Pete Mahovlich, Rick Martin, Lanny McDonald, Bobby Orr, Gilbert Perreault, Denis Potvin, Glenn Resch, Larry Robinson, Serge Savard, Steve Shutt, Darryl Sittler, Rogatien Vachon, Carol Vadnais, Jimmy Watson Cheftrainer: Scotty Bowman Assistenztrainer: Don Cherry, Bobby Kromm, Al MacNeil |

| Silber Tschechoslowakei | Josef Augusta, Jiří Bubla, František Černík, Milan Chalupa, Miroslav Dvořák, Vladimír Dzurilla, Bohuslav Ebermann, Ivan Hlinka, Jiří Holeček, Jiří Holík, František Kaberle, Milan Kajkl, Oldřich Macháč, Vladimír Martinec, Jiří Novák, Milan Nový, František Pospíšil, Jaroslav Pouzar, Bohuslav Šťastný, Marián Šťastný, Peter Šťastný Cheftrainer: Karel Gut Assistenztrainer: Ján Starší |